# Dora Pérez de Zárate
Dora Pérez Moreno de Zárate, bekannt unter ihrem Pseudonym Eda Nela (* 9. März 1912 in Panama-Stadt; † 29. März 2001 ebenda), war eine panamaische Lehrerin, Volkskundlerin und Autorin. Sie war Autorin von fast dreißig Werken, die der panamaischen Folklore gewidmet sind, darunter Gedichtsammlungen, Kurzgeschichten, Theaterstücke, Essays, Werke für Kinder und Lehrbücher.
Die zweifache Gewinnerin des Ricardo-Miró-Preises, eines der wichtigsten Preise der panamaischen Literatur, widmete ihr Leben dem Unterrichten von Spanisch und Folklore und ist bekannt für die Förderung von Veranstaltungen wie der Semana del Maíz (Maiswoche), dem Festival de la Mejorana in Guararé und der Semana Folclórica Manuel F. Zárate, die ihrem Mann, einem bekannten panamaischen Folkloristen, gewidmet ist. Sie war zusammen mit Ofelia Hooper eine der ersten Vertreterinnen der Avantgarde in der panamaischen Poesie.

## Leben
Pérez de Zárate wurde als Tochter von José Matilde Pérez und María Moreno geboren, die beide aus der Gemeinde Sabanagrande im Bezirk Los Santos stammten. Sie studierte an der Escuela Normal de Institutoras in Panama-Stadt, wo sie 1930 ihren Abschluss als Grundschullehrerin machte. Später, im Jahr 1937, erwarb sie den Titel einer Spanischlehrerin am Instituto Pedagógico de Panamá, und 1939 schloss sie ihr Studium der Philosophie und Literatur an der Universität von Panama ab.
Sie begann ihr Berufsleben als Lehrerin in Sabanagrande. Nach ihrer Rückkehr nach Panama-Stadt besuchte sie die Treffen der Gruppe El Crisol, in der sich unter anderem Rogelio Sinán, Otilia Arosemena und Rodrigo Miró trafen, um über Kultur und Literatur zu sprechen. Bei diesen Treffen lernte sie den Arzt und Volkskundler Manuel Zárate kennen, den sie nach einer zehnjährigen Beziehung am 14. März 1941 in der Franziskaner-Kirche in der Altstadt von Panama-Stadt heiratete. Das Ehepaar hatte zwei Kinder: Edda und Manuel.
Pérez de Zárate arbeitete als Drehbuchautorin in der Produktionsabteilung des staatlichen Senders SERTV Canal 11, wo sie zahlreiche Sendungen über die nationale Folklore produzierte. Im Bildungsbereich unterrichtete sie ab 1961 zehn Jahre lang Folclore Nacional an der Universität von Panama. Anschließend unterrichtete sie Spanisch und nationale Volkskunde an der Universidad Católica Santa María La Antigua.
Am 29. Oktober 1968 starb ihr Ehemann Manuel Zárate im Alter von 69 Jahren an Herzversagen. Nach dem Tod ihres Mannes und zu seinem Gedenken rief Pérez die Semana Manuel F. Zárate ins Leben, deren erste im Juni 1970 stattfand. Bei dieser Veranstaltung werden Tänze, Lieder, Trachten, Speisen und andere kulturelle Ausdrucksformen des Landes präsentiert. Beim Start wurde sie von damaligen panamaischen Tourismusbehörde und der bekannten panamaischen Anthropologin Reina Torres de Araúz unterstützt. Die Semana Manuel F. Zárate wird jährlich in der Woche gefeiert, die mit dem 22. Juni, dem Geburtstag von Manuel Zarate, zusammenfällt.
Laut Pérez de Zárate soll die Semana Manuel F. Zárate „lehren und vermitteln und ist zu einer echten Folkloreschule geworden“.
Pérez de Zárate und ihr Mann erhielten 1952 und 1962 den Ricardo-Miró-Preis (Concurso Nacional de Literatura Ricardo Miró) in der Abteilung „Aufsätze“ für Werke zur Folklore. 1956 erhielt Pérez den panamaischen Orden de Vasco Núñez de Balboa im Rang eines Comendador und 1977 wurde sie mit dem Order of Manuel José Hurtado, der höchsten Auszeichnung für Lehrer, ausgezeichnet.

## Veröffentlichungen
Pérez de Zárate veröffentlichte eine Vielzahl von Aufsätzen zur Folklore und Volkskunde Panamas.  Auf der Website PanamaPoesia.com sind einige ihrer Gedichte zu finden. Eine Auswahl ihrer Werke wurde 1999 in der  Revista lotería veröffentlicht. Unter ihren Werken befinden sich aber auch Lolita Montero, eine Kindererzählung von 1954, oder La Fuga de Blanca Nieves, eine Theaterstück für Kinder von 1963